# Bleek (textiel)

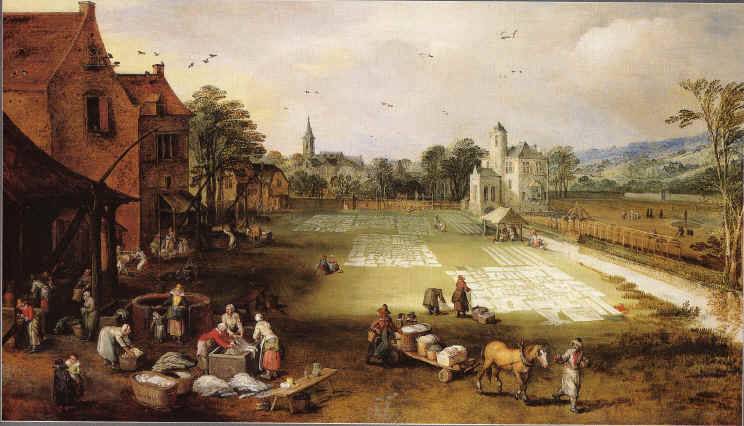
Bleekveld in een dorp, door Jan Brueghel de Jonge

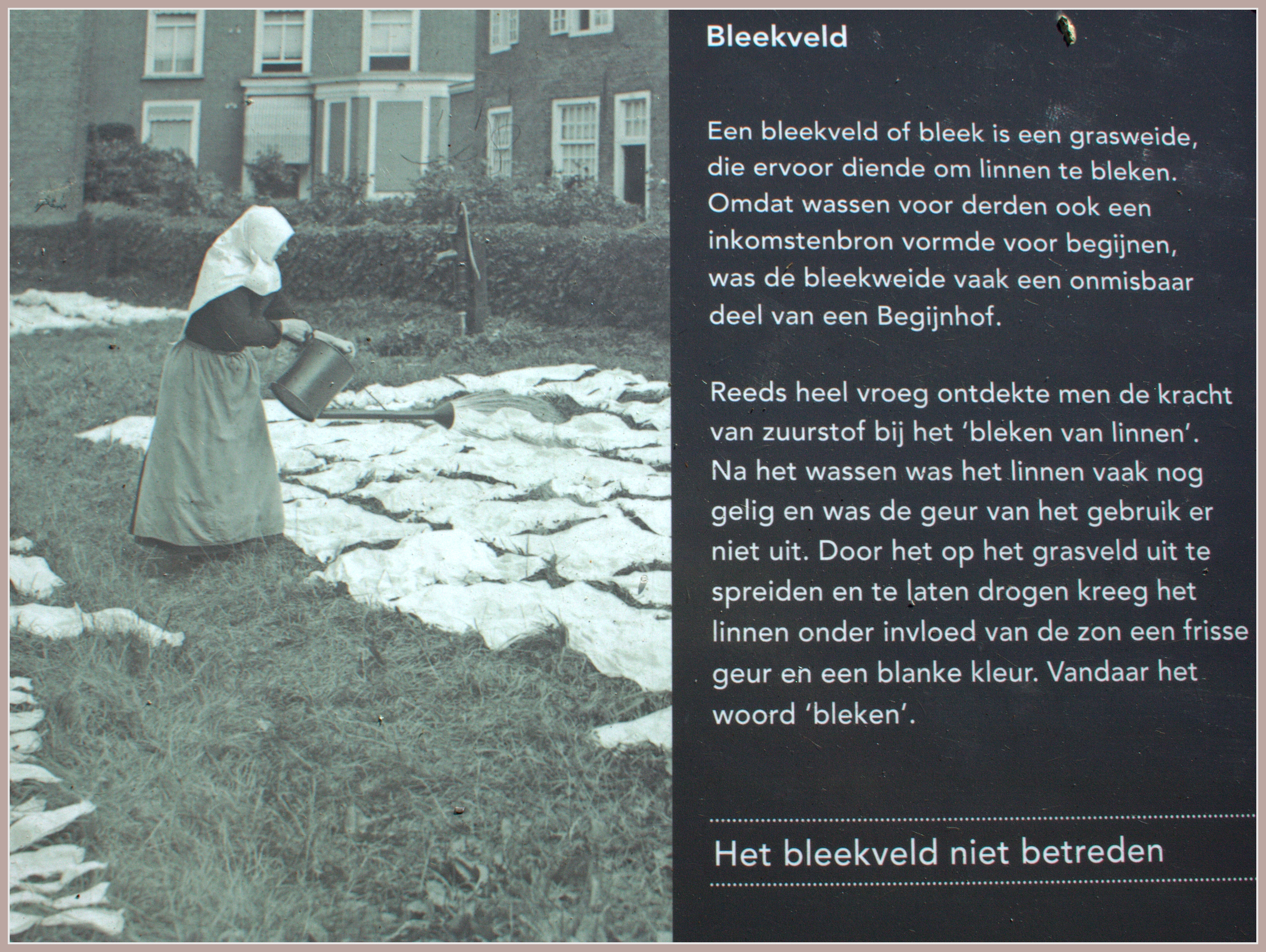
Bord met tekst en uitleg over het bleken, Begijnhof Breda. Omdat de begijnen inkomsten verdienden door de was te doen voor anderen, was de bleekweide vaak een onmisbaar deel van het begijnhof.

Een bleek, ook bleekveld of  bleekweide, is een kort gemaaide grasweide die ervoor diende om linnen te bleken. Het linnengoed werd zelf ook bleek genoemd. Het woord bleek in de betekenis van ‘veld om was te bleken’ werd voor het eerst aangetroffen in het jaar 1520.
Een bleker was iemand die zich bezighield met het beroepsmatig bleken van linnen. Van deze beroepsaanduiding zijn de familienamen Bleker, Bleeker en De Bleeker afgeleid.
Reeds heel vroeg ontdekte men de kracht van zonlicht en zuurstof bij het bleken van linnen. Na het wassen was het linnen vaak nog gelig en was de geur van het gebruik er niet uit. Het linnen werd echter frisser en bleker, lichter van tint, door het op een grasveld uit te spreiden en te laten drogen. Vandaar het woord 'bleken'. 
Veel later werd een verklaring gevonden voor het verschijnsel. Onder invloed van de zon worden vrije zuurstofatomen gevormd, die zich binden aan het vuil, wat hetzelfde effect geeft als bleken met waterstofperoxide.
Pas tegen het einde van de achttiende eeuw kwam het chemisch bleken in gebruik met toepassing van chloor.
Tot in de 20e eeuw werden er nog bleekweiden gebruikt in de textielindustrie. Ook thuis legden veel mensen hun was nog op de bleek te drogen.